# Forsvar
 For alternative betydninger, se Forsvar (flertydig). (Se også artikler, som begynder med Forsvar)
Forsvar er en eufemistisk betegnelse for de væbnede styrker dvs. de militære midler, lande bruger for at opretholde deres suverænitet.
Et lands militær opdeles normalt i 3 overordnede værn:
- Hær
- Marine
- Luftvåben

En del lande har dog også særlige værn for marineinfanteri, atomare og/eller kemiske styrker og militær udnyttelse af rummet.